# Deviot
Deviot är en ort i Australien. Den ligger i kommunen West Tamar och delstaten Tasmanien, i den sydöstra delen av landet, omkring 190 kilometer norr om delstatshuvudstaden Hobart. Antalet invånare är 466.
Närmaste större samhälle är George Town, omkring 17 kilometer nordväst om Deviot. 
I omgivningarna runt Deviot växer i huvudsak städsegrön lövskog. Runt Deviot är det ganska tätbefolkat, med 52 invånare per kvadratkilometer. Genomsnittlig årsnederbörd är 1 279 millimeter. Den regnigaste månaden är augusti, med i genomsnitt 174 mm nederbörd, och den torraste är januari, med 42 mm nederbörd.